# Pyramica sahura
Pyramica sahura är en myrart som först beskrevs av Bolton 1983.  Pyramica sahura ingår i släktet Pyramica och familjen myror. Inga underarter finns listade i Catalogue of Life.

## Bildgalleri

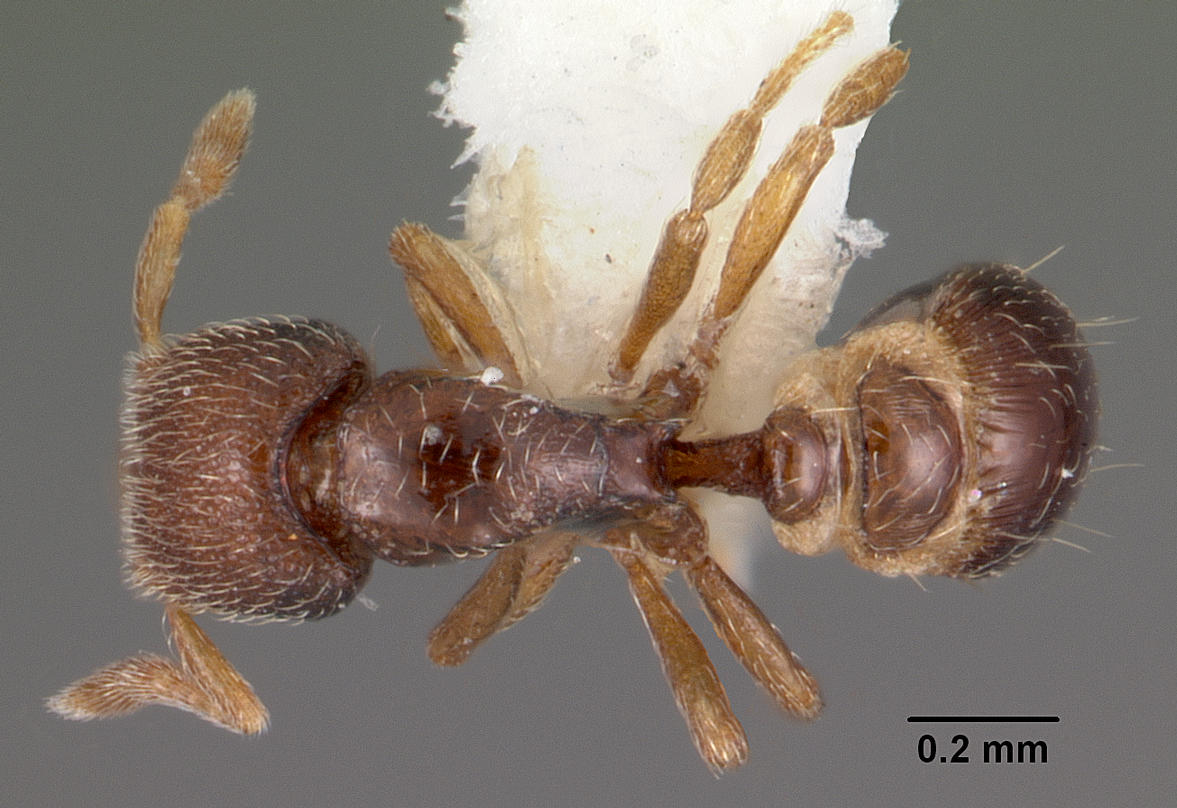
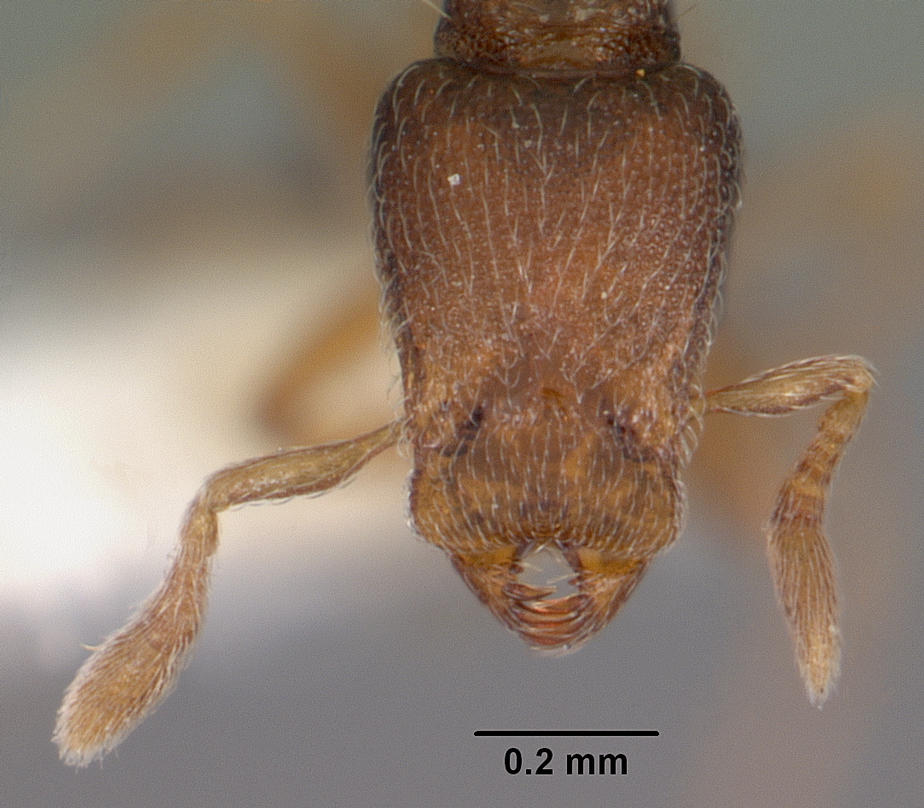
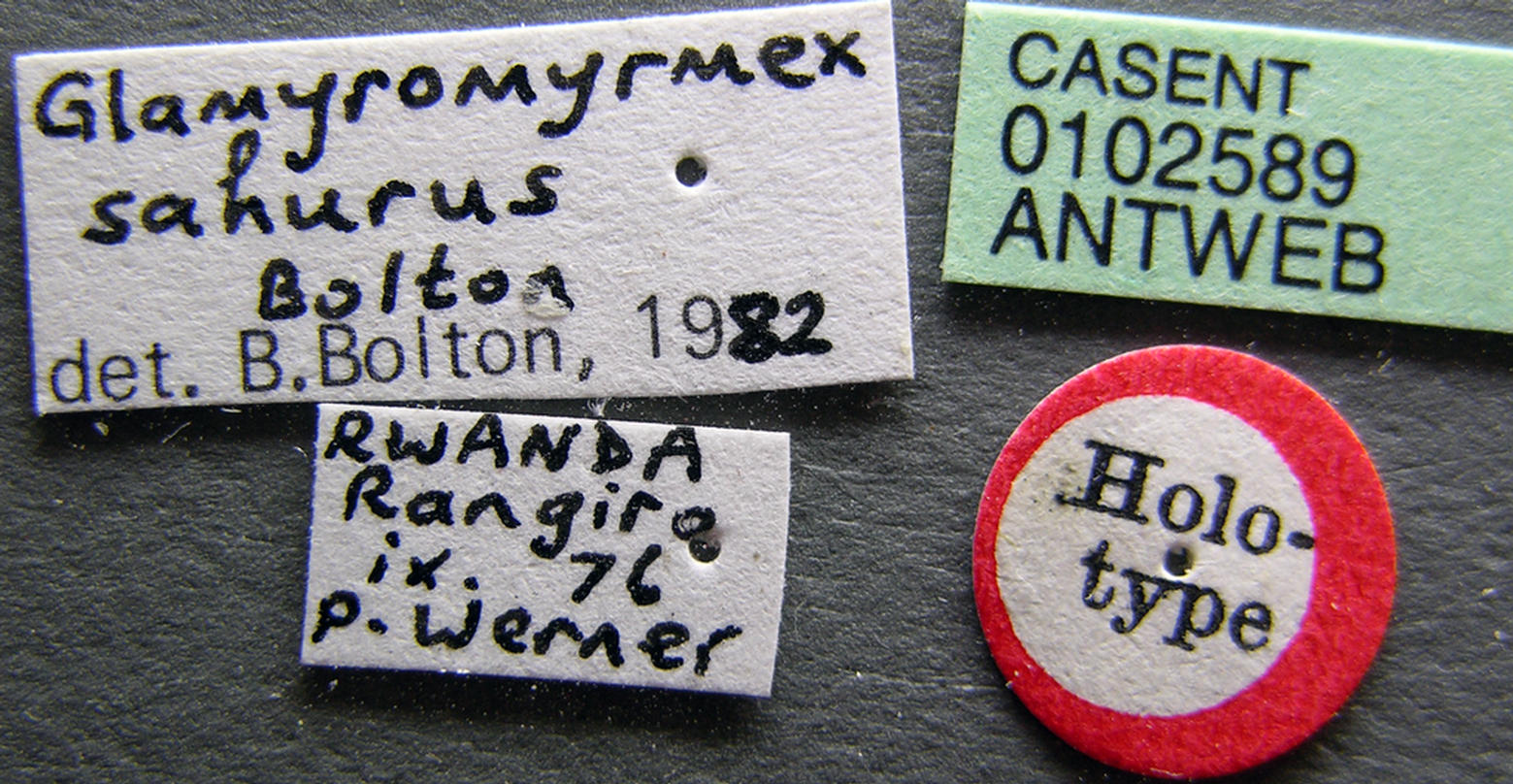
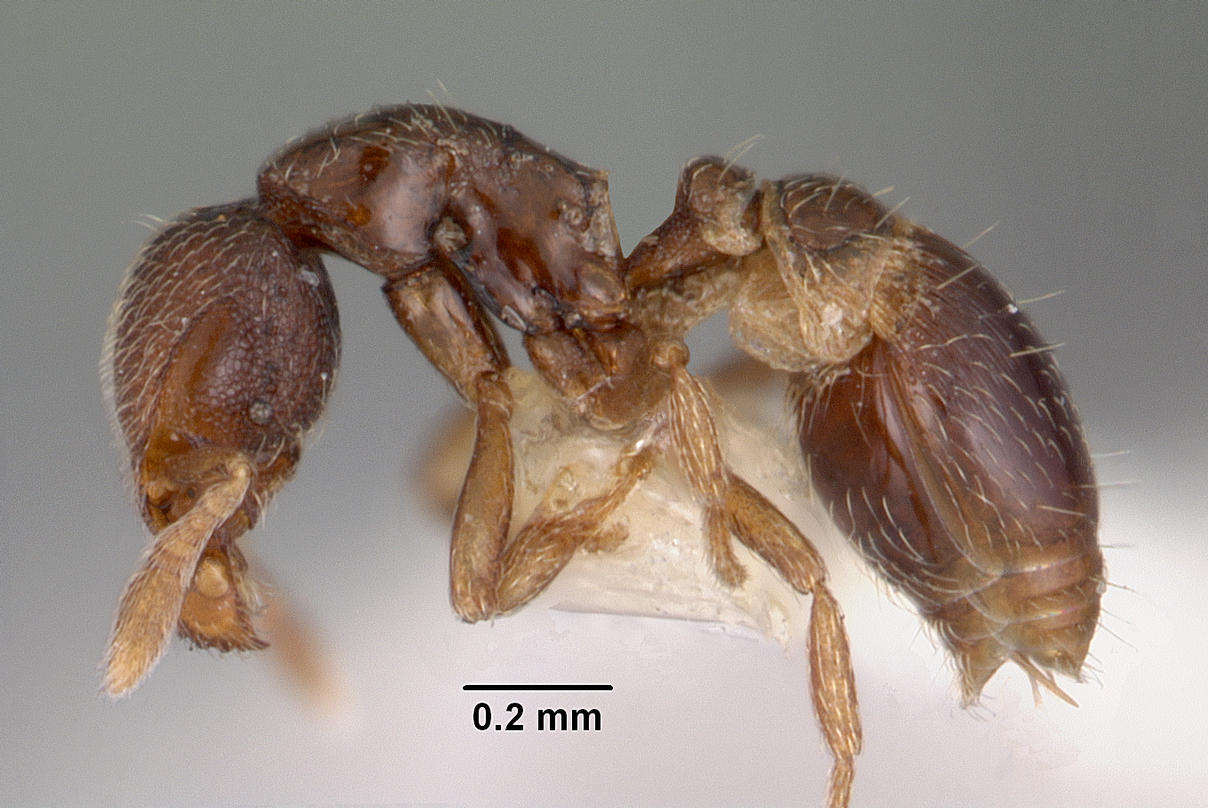